# Unione Sportiva Cremonese 1937-1938
Questa pagina raccoglie le informazioni riguardanti l'Unione Sportiva Cremonese nelle competizioni ufficiali della stagione 1937-1938.

## Stagione
La stagione 1937-1938 della Serie B è costata alla Cremonese una amara retrocessione, accompagnata in terza serie dal Brescia, da Taranto e Messina. Il torneo cadetto ha visto la promozione in Serie A di Novara e Modena. L'Alessandria, che pure aveva chiuso il campionato con 43 punti al primo posto, ha perso gli spareggi promozione.

## Rosa
| N. |                   | Ruolo | Calciatore          |
| -- | ----------------- | ----- | ------------------- |
|    | Italia (bandiera) | C     | Bruno Barbieri      |
|    | Italia (bandiera) | A     | Dante Bergamaschi   |
|    | Italia (bandiera) | C     | Eugenio Bergonzi    |
|    | Italia (bandiera) | P     | Domenico Bertazzoli |
|    | Italia (bandiera) | C     | Pietro Camisaschi   |
|    | Italia (bandiera) | P     | Dario Compiani      |
|    | Italia (bandiera) | C     | Arsenio Dacquati    |
|    | Italia (bandiera) | D     | Umberto Ferrari     |
|    | Italia (bandiera) | D     | Umberto Franzini    |
|    | Italia (bandiera) | A     | Antonio Gandolfi    |
|    | Italia (bandiera) | A     | Angelo Gibertoni    |
|    | Italia (bandiera) | D     | Ettore Girardengo   |
|    | Italia (bandiera) | C     | Gino Giuberti       |
|    | Italia (bandiera) | C     | Pio Gramigna        |

| N. |                   | Ruolo | Calciatore         |
| -- | ----------------- | ----- | ------------------ |
|    | Italia (bandiera) | A     | Alfredo Lazzaretti |
|    | Italia (bandiera) | A     | Gilberto Lombardi  |
|    | Italia (bandiera) | A     | Sergio Martelli    |
|    | Italia (bandiera) | D     | Romeo Melato       |
|    | Italia (bandiera) | D     | Riccardo Orlandi   |
|    | Italia (bandiera) | A     | Arturo Palazzini   |
|    | Italia (bandiera) | A     | Bruno Poletti      |
|    | Italia (bandiera) | C     | Sergio Rampini     |
|    | Italia (bandiera) | C     | Giuseppe Rivoltini |
|    | Italia (bandiera) | C     | Tullio Scanferlini |
|    | Italia (bandiera) | D     | Leo Trovati        |
|    | Italia (bandiera) | A     | Viganò             |
|    | Italia (bandiera) | A     | Gaetano Zucchi     |

## Risultati

### Serie B

#### Girone di andata
| Arbitro: | Salvatori (Roma) |

|                                |           |                 |
| Fossati 3’ Dusi 32’ (rig.) 67’ | Marcatori | 45’ 87’ Poletti |

| Arbitro: | Fois (Roma) |

|                     |           |  |
| Serio 2’ Pacini 82’ | Marcatori |  |

| Arbitro: | Ceccherini (Como) |

|  |           |           |
|  | Marcatori | 22’ Notti |

| Arbitro: | Mattea (Torino) |

|                                           |           |  |
| Faccenda 4’ (rig.) Sala 35’ Colombari 89’ | Marcatori |  |

| 10 ottobre 1937 5ª Giornata |  | – Turno di riposo CREMONESE |  |  |

| Arbitro: | Bevilacqua (Viareggio) |

|             |           |  |
| Poletti 87’ | Marcatori |  |

| Ancona 24 ottobre 1937 7ª Giornata | Anconitana         | 0 – 0 | Cremonese | Campo del Littorio\| Arbitro: \| Scorzoni (Bologna) \| |
| Arbitro:                           | Scorzoni (Bologna) |       |           |                                                        |

| Arbitro: | Mazzarini (Roma) |

|              |           |                                                        |
| Martelli 89’ | Marcatori | 8’ (rig.) Robotti 26’ Massiglia 34’ Celoria 61’ Vecchi |

| Cremona 14 novembre 1937 9ª Giornata | Cremonese        | 0 – 0 | Novara | Polisportivo Roberto Farinacci\| Arbitro: \| Soliani (Genova) \| |
| Arbitro:                             | Soliani (Genova) |       |        |                                                                  |

| Arbitro: | Curradi (Firenze) |

|                              |           |              |
| Prendato 30’ 44’ Benelle 53’ | Marcatori | 66’ Barbieri |

| Cremona 28 novembre 1937 11ª Giornata | Cremonese        | 0 – 0 | Brescia | Polisportivo Roberto Farinacci\| Arbitro: \| Moretti (Genova) \| |
| Arbitro:                              | Moretti (Genova) |       |         |                                                                  |

| Arbitro: | Galeati (Bologna) |

|           |           |  |
| Fusco 36’ | Marcatori |  |

| Arbitro: | Mastellari (Bologna) |

|  |           |                                |
|  | Marcatori | 59’ (aut.) Trovati 84’ Alghisi |

| Vercelli 2 gennaio 1938 14ª Giornata | Pro Vercelli    | 0 – 0 | Cremonese | Stadio Leonida Robbiano\| Arbitro: \| Scotto (Savona) \| |
| Arbitro:                             | Scotto (Savona) |       |           |                                                          |

| Cremona 9 gennaio 1938 15ª Giornata | Cremonese        | 0 – 0 | Verona | Polisportivo Roberto Farinacci\| Arbitro: \| Gnocchini (Como) \| |
| Arbitro:                            | Gnocchini (Como) |       |        |                                                                  |

| Arbitro: | Soliani (Genova) |

|  |           |                          |
|  | Marcatori | 24’ Suber 75’ Bianchi II |

| Arbitro: | Bevilacqua (Viareggio) |

|                                            |           |  |
| Biffi 5’ Imberti 13’ Manna 35’ Imberti 47’ | Marcatori |  |

#### Girone di ritorno
| Arbitro: | Neri (Vicenza) |

|                                                                              |           |  |
| Girardengo 39’ (rig.) Bergamaschi 44’ Gibertoni 49’ Viganò 65’ Palazzini 73’ | Marcatori |  |

| Arbitro: | Gamba (Napoli) |

|                     |           |                  |
| Santillo 66’ (aut.) | Marcatori | 27’ 47’ Lombardi |

| Arbitro: | Moretti (Genova) |

|                           |           |                 |
| Malagoli I 40’ Cresta 89’ | Marcatori | 14’ Bergamaschi |

| Arbitro: | Mazza (Torre del Greco) |

|                                      |           |          |
| Viganò 17’ Palazzini 21’ Rampini 49’ | Marcatori | 63’ Sala |

| 27 febbraio 1938 22ª Giornata |  | – Turno di riposo CREMONESE |  |  |

| Arbitro: | Mazza (Torre del Greco) |

|             |           |  |
| Boccuni 17’ | Marcatori |  |

| Arbitro: | Ceccherini (Como) |

|                                                |           |                    |
| Gibertoni 25’ Viganò 65’ Girardengo 81’ (rig.) | Marcatori | 85’ (rig.) Baldoni |

| Arbitro: | Limido (Milano) |

|                                                     |           |                |
| Coscia 7’ Vecchi 25’ 52’ Celoria 62’ 72’ Coscia 76’ | Marcatori | 54’ Lazzaretti |

| Arbitro: | Fois (Roma) |

|              |           |  |
| Versaldi 60’ | Marcatori |  |

| Arbitro: | Dellarole (Roma) |

|             |           |  |
| Rampini 88’ | Marcatori |  |

| Arbitro: | Mastellari (Bologna) |

|              |           |           |
| Raffaini 14’ | Marcatori | 9’ Viganò |

| Arbitro: | Scorzoni (Bologna) |

|                 |           |                          |
| Bergamaschi 31’ | Marcatori | 35’ Bertoncini 89’ Volpi |

| Arbitro: | Ceccherini (Como) |

|                             |           |  |
| Lattuada 12’ Uneddu 69’ 90’ | Marcatori |  |

| Arbitro: | Gnocchini (Como) |

|                            |           |                 |
| Rampini 23’ Camisaschi 66’ | Marcatori | 35’ 63’ Biraghi |

| Arbitro: | Bertone (Torre Annunziata) |

|  |           |                 |
|  | Marcatori | 25’ Bergamaschi |

| Arbitro: | Fuhrmann (Omegna) |

|                  |           |                       |
| Formenton 9’ 54’ | Marcatori | 6’ Melato 60’ Rampini |

| Arbitro: | Martelli (Livorno) |

|                |           |             |
| Camisaschi 79’ | Marcatori | 75’ Imberti |